# Hott Peak
Der Hott Peak ist ein 1550 m hoher Berg in der Form eines mit einem spitzen Gipfel versehenen steilwandigen Gebirgskamms im ostantarktischen Viktorialand. Im östlichen Teil der Helicopter Mountains in der Saint Johns Range ragt er zwischen dem Mount James und dem Mount Mahony auf.
Das Advisory Committee on Antarctic Names benannte ihn 2007 nach Ronald Dale Hott, der in zehn Kampagnen zwischen 1998 und 2008 als Hubschraubermechaniker für die Unterstützung der Arbeiten im Rahmen des United States Antarctic Program im Gebiet des McMurdo-Sunds und in den Antarktischen Trockentälern tätig war.